# Combat d'Abeïbara (2008)
Pour les articles homonymes, voir Combat d'Abeïbara.
Rébellion touarègue de 2007-2009
Le combat d'Abeïbara se déroule lors de la rébellion touarègue de 2007-2009. 

## Déroulement
Le 21 mai 2008, vers quatre ou cinq heures du matin, la ville d'Abeïbara est attaquée par les rebelles touaregs de l'ATNM. Plusieurs centaines d'hommes transportés par des pick-ups encerclent alors la ville et les postes de la garde nationale, avant d'ouvrir le feu depuis les hauteurs. Les soldats maliens répliquent à l'arme lourde. Les combats durent jusqu'à dix heures de l'après-midi mais les rebelles sont finalement repoussés,,.

## Pertes
Selon le communiqué du ministre de la Défense et des Anciens Combattants, le bilan des combats est de 15 morts et 6 blessés du côté des militaires maliens contre 17 morts et 25 blessés chez les rebelles touarègues de l'ATNM.
Selon un témoignage de Kidal, le bilan pourrait être aggravé par la mort des suites de leurs blessures, de cinq autres rebelles touaregs.
D'après le porte-parole des rebelles, Hama Ag Sid Ahmed, les pertes sont les suivantes : « côté armée malienne, 2 chars détruits, 60 militaires faits prisonniers. Du côté Touaregs, 2 blessés légers et un mort. »